# Stora Allmänningstjärnen
Stora Allmänningstjärnen är en sjö i Borås kommun i Västergötland och ingår i Viskans huvudavrinningsområde.